# 富士フイルム・スタジオアリス女子オープン
富士フイルム・スタジオアリス女子オープン（ふじフイルム・スタジオアリスじょしオープン、Studio Alice Ladies Open）は2005年より毎年4月第1週～第2週に行われている日本女子プロゴルフ協会公認の女子プロゴルフトーナメントの一つであり、大阪市北区に本社を置き、子供向け写真館を展開しているスタジオアリスの主催で行われている。2021年から富士フイルムホールディングスが特別協賛としてに加わり、2022年現在、賞金総額1億円、優勝賞金1,800万円。なお2011年大会は東北地方太平洋沖地震（東日本大震災）、2020年は新型コロナウイルス流行に伴うスポーツ界への影響により中止された。

## 概要
1999年から「フリスキー 大阪女子オープン」の名称で大阪府大東市にある阪奈カントリークラブで行われていたが2001年で終わり、その後、2005年に女子ゴルフ人気が加速し、スタジオアリスが新たなスポンサーとなり、「スタジオアリス女子オープン」として兵庫県三木市にある花屋敷ゴルフ倶楽部・よかわコースを舞台に開催。
2021年からは富士フイルムホールディングスがスポンサーに加わり、名称も「富士フイルム・スタジオアリス女子オープン」に変更され、現在に至る。
開催コースについては主に花屋敷ゴルフ倶楽部・よかわコースがこれまでのメインであるが、2022年及び2024年は埼玉県比企郡にある石坂ゴルフ倶楽部を使用している。

## 歴代優勝者
| 開催年 | 開催回                                 | 優勝者                                 | スコア                                 |
| ------ | -------------------------------------- | -------------------------------------- | -------------------------------------- |
| 2005年 | 第1回                                  | 服部道子                               | -1                                     |
| 2006年 | 第2回                                  | 李知姫                                 | +2                                     |
| 2007年 | 第3回                                  | 裵宰希                                 | -8                                     |
| 2008年 | 第4回                                  | 辛炫周                                 | -6                                     |
| 2009年 | 第5回                                  | 横峯さくら                             | -4                                     |
| 2010年 | 第6回                                  | 有村智恵                               | -5                                     |
| 2011年 | 東北地方太平洋沖地震の影響で中止       | 東北地方太平洋沖地震の影響で中止       | 東北地方太平洋沖地震の影響で中止       |
| 2012年 | 第7回                                  | 佐伯三貴                               | -7                                     |
| 2013年 | 第8回                                  | 金ナリ                                 | -4                                     |
| 2014年 | 第9回                                  | リ・エスド                             | -9                                     |
| 2015年 | 第10回                                 | 成田美寿々                             | -9                                     |
| 2016年 | 第11回                                 | 菊地絵理香                             | -14                                    |
| 2017年 | 第12回                                 | テレサ・ルー                           | -11                                    |
| 2018年 | 第13回                                 | 鈴木愛                                 | -10                                    |
| 2019年 | 第14回                                 | 申智愛                                 | -9                                     |
| 2020年 | 新型コロナウイルス感染拡大の影響で中止 | 新型コロナウイルス感染拡大の影響で中止 | 新型コロナウイルス感染拡大の影響で中止 |
| 2021年 | 第15回                                 | 稲見萌寧                               | -5                                     |
| 2022年 | 第16回                                 | 上田桃子                               | -9                                     |
| 2023年 | 第17回                                 | 山下美夢有                             | -9                                     |
| 2024年 | 第18回                                 | 阿部未悠                               | -15                                    |
| 2025年 | 第19回                                 | 安田祐香                               | -9                                     |

## テレビ放送
- 大会が始まった2005年から2009年大会までは、テレビ大阪を制作局としてTXN系列及びBSデジタル放送BSジャパンで2日目と最終日の模様を放送していた｡なお2006年大会よりハイビジョン制作となっていた。また2008年大会からは、最終日のみ南海放送やくまもと県民テレビなどTXN系列の無い地域のテレビ局にもネットされていた。
- 2010年大会からは、大会の共催に読売テレビ・読売新聞大阪本社・報知新聞社が加わったため、制作局も読売テレビに変更された。なお、読売テレビ制作・女子ゴルフトーナメントのテレビ放送は1998年まで続いた「ミズノレディース」以来12年ぶりである。2日目は読売テレビローカルで生中継、最終日はNNS系列28局にて録画放送されている。なお2010年と2012年大会は系列外の琉球放送でも2日目と最終日が放送されたが、2013年大会より同局での放送は取りやめとなった。
- またCS放送の日テレジータスでは初日から放送されている[12]。
- 2020年は中止となり、2日目は枠を返上し、各局ごとに代替穴埋め番組の編成に、最終日は特別編を放送した。2021年は女子サッカーのテストマッチ「日本×パナマ」の中継（国立競技場）のため30分繰り下げ。
- 2021年は、初日に大会関係者に新型コロナウイルス感染の疑いがかかった事により、スタートが6時間繰り下げられるアクシデントが起こった。この為、初日・2日目が共にサスペンデッドとなり、最終日が急遽生中継となった。この時は、最終ラウンドの17番、18番が中継された上、首位がタイスコアとなった為、18番ホールを使用してのホールバイホール方式によるプレーオフも併せて中継された。そして、プレーオフを制し優勝した稲見萌寧のインタビュー、更に表彰式まで放送された。
- 2022年大会は、大会2日目を衛星波「BS日テレ」と地上波「読売テレビのみ」放送していたが[13]、2023年大会は、2日目を読売テレビローカルから全国ネットに変更された[14]。

## 参考
- 日本女子プロゴルフ協会 フリスキー大阪女子オープンゴルフトーナメント、スタジオアリス女子オープン